# Tatrabjergene
Tatrabjergene er en bjergkæde, der adskiller det sydlige Polen fra det nordlige Slovakiet. Tatrabjergene er den vestlige del af Karpaterne. Bjergkæden dækker et areal på 750 km², hvoraf størstedelen (600 km²) ligger i Slovakiet. Det højeste bjerg er Gerlachovský štít på 2655 moh, det ligger i Slovakiet, og er landets højeste punkt. Det højeste punkt i Polen er Rysy (2499 moh).
I 1700- og 1800-tallet blev områder i Tatrabjergene brugt til fårehold og minedrift; i denne periode blev der fældet mange træer fældet, hvilket der stadig ses spor af i landskabet. I dag har forurening fra industriområder som Kraków, Ostrava og Orava, sat sine spor i landskabet, ligeledes har ukontrolleret turisme ødelagt bjergområder. 
Tatra Nationalpark (Tatranský národný park; TANAP) i Slovakiet blev grundlagt i 1949, og den tilstødende polske Tatra Nationalpark (Tatrzański Park Narodowy) grundlagt i 1954. Begge områder blev i 1993 optaget på UNESCOs liste over grænseoverskridende biosfærereservater.
19. november 2004 blev store skovområde i den sydlige del af Høje Tatra ødelagt i en kraftig storm. Tre millioner kubikmeter træ væltede, to mennesker omkom og flere landsbyer var totalt isoleret. 
Tatrabjergene består af: 
- Vest Tatra (polsk Tatry Zachodnie, slovakisk Západné Tatry)
- Øst Tatra (polsk Tatry Wschodnie, slovakisk Východné Tatry), som er opdelt i: 
  - Høje Tatra  (polsk Tatry Wysokie, slovakisk Vysoké Tatry) den vestlige del
  - Bela Tatra (polsk Tatry Bielskie, slovakisk Belianske Tatry) den østlige del

## Turisme
Ved foden af Tatra-bjergene på den polske side ligger Zakopane, der ligger lige for foden af Tatra-bjergene. Om vinteren er det et populært skisportssted og om sommeren er det et yndet udflugtsmål for både lokale og rejsende for vandreture i bjergene.
I Tatrabjergene er der 24 toppe over 2.500 moh., og det er sammen med de Transsylvanske Alper det eneste område i Karpaterne med en alpin karakter.
Både i Polen og i Slovakiet er der gode vandreveje. I Polen er det højeste opnåelige punkt i bjergene over vandrestierne er det 2500 meter høje bjerg Rysy, en kendt og svær strækning er den 4,5 lange vandrestien Orla Perć. Det tager normalt seks til otte timer at gennemføre hele strækningen. 
I Slovakiet danner kærneområdet i Høje Tatra en naturpark, hvor det kun er tilladt at forlade vandrestierne med en fører. Selvstændig bjergbestigning er ikke mulig.
I Slovakiet er stierne via bjerghytterne lukket fra 1. November til 15. Juni. I Polen er stierne åbent hele året.
Området er et kendt vintersportsområde med skisteder som Zakopane, "vinterhovedstaden" i Polen, hvor der er afholdt flere world cup i Skihop. i Slovakiet ligger bl.a. områderne Poprad, Vysoké Tatry og Jasná, der er grundlagt i 1999, og tidlige var flere mindre områder Štrbské Pleso, Starý Smokovec, og Tatranská Lomnica. Om sommeren er stederne gode udflugtsmål for både lokale og rejsende for vandreture i bjergene.